# David Martín Lafuente
David Martín Lafuente (Pinos Puente, Granada, 3 de maig de 1988), popularment conegut com a David Lafuente, és un cantant espanyol, membre de la boy band Auryn, fins que aquesta es va separar.
A l'edat de catorze anys va participar en una companyia de teatre de Granada, on va protagonitzar dos musicals. Des dels disset anys va començar a treballar en orquestres per tot el país, arribant fins i tot a compondre diverses cançons en solitari. Als vint anys va marxar a Madrid, on va estudiar interpretació un any en l'Institut del Cinema i TV, i amb vint-i-dos anys va ser seleccionat per ser un dels components del grup Auryn, produït per Must Produccions. David Lafuente ha actuat també a diversos programes de televisió com Bienvenidos de Canal Sur i No te olvides de la canción de LaSexta. Entre els temes que ha compost destaquen Perdido en la realidad, Mentiras o Querer es poder, cançó aquesta última amb què va optar per representar Espanya en el Festival d'Eurovisió 2010, al qual finalment va acudir Daniel Diges amb Algo pequeñito.